# Cathedral (band)
Cathedral is een doom- en stonermetalband uit Coventry, Engeland.

## Bezetting
Laatste bezetting
- Lee Dorrian (zang)
- Gary Jennings (e-gitaar)
- Leo Smee (e-basgitaar)
- Brian Dixon (drums)

Voormalige leden
- Adam Lehan (e-gitaar)
- Mike 'Mykus' Hickey (e-gitaar)
- Mark Griffiths (e-basgitaar)
- Mike Smail (drums)
- Mark Ramsey Wharton (drums)

Live-muzikanten
- Victor Griffin (gitaar)
- Joe Hasselvander (drums)

## Geschiedenis
Cathedral werd in 1990 opgericht door Lee Dorrian, die tot 1989 de zanger van Napalm Death was. Andere oprichters waren Mark Griffiths, Gary Jennings en Andy Baker. In 1990 bracht de band de ep In Memorium uit op het eigen platenlabel Rise Above Records en in 1991 volgde een demo. In datzelfde jaar kon de band een platencontract afsluiten met Earache Records en bracht het zijn debuutalbum Forest of Equilibrium uit, waarop de band heavy en slow doommetal aanbood. Cathedral volgde zo in de voetsporen van doombands van de eerste generatie zoals Trouble, Pentagram en Saint Vitus.
Omdat Earache zich richtte op extreme metalbands zoals Entombed, Carcass en Napalm Death, wisselde de band in 1992 naar Columbia Records en bracht The Ethereal Mirror uit. Maar Columbia Records verbrak het contract met de band en ze tekenden opnieuw met Earache Records. In 1994 verlieten Adam Lehan en Mark Ramsey Wharton verrassend de band. Dorrian, Victor Griffin (gitaar) en Joe Hasselvander (drums) van de doommetallegende Pentagram wisten zich aan te melden voor de komende tournee in het voorprogramma voor Black Sabbath. De samenwerking was echter niet permanent. Brian Dixon (drums) en Leo Smee (bas) namen de vacante posities over.
In 1995 volgde het derde studioalbum The Carnival Bizarre. Andere albums waren Supernatural Birth Machine (1996), Caravan Beyond Redemption (1998) en Endtyme (2001). In 2002 wisselde de band het platenlabel opnieuw en ging naar DreamCatcher/Spitfire. Na het uitbrengen van The VIIth Coming werd de band rustiger, totdat ze eindelijk tekende bij Nuclear Blast, waar ze de twee albums The Garden of Unearthly Delights (2005) en The Guessing Game (2010) uitbrachten.
Begin 2011 kondigde de band aan dat ze wilden ontbinden na het uitbrengen van een ander studioalbum. Dit laatste album The Last Spire werd uitgebracht in april 2013 op het eigen platenlabel Rise Above Records van Lee Dorrian. Het album gaat muzikaal terug naar het begin en sluit de cirkel op het snijpunt van de eerste twee albums.
De covers van alle Cathedral-albums zijn ontworpen door Dave Patchett. Veel van de covers kunnen worden uitgeklapt tot zes keer de grootte van de cd-cover en tonen schilderijen van de kunstenaar die rijk zijn aan details en symboliek.

## Stijl
Hoewel de eerste publicaties zwaarder waren dan doommetal, werden de latere albums meer beïnvloed door rock uit de jaren 1970. Zelfs in zijn debuut verwees de band expliciet naar de progrockers van de jaren 1970 (in deze periode was er al een Amerikaanse band, die ook Cathedral werd genoemd). Toch is de band dankzij het brute gitaarwerk en de ruige vocalen altijd diep geworteld in heavy metal. Met uitzondering van de albums In Memoriam, Forest of Equilibrium, Endtyme en The Last Spire speelt de band niet alleen in de typische traagheid van andere doombands.
De band behandelt thematisch niet alleen de clichés die typerend zijn voor het genre, maar onthult ook humor en een voorkeur voor horrorfilms uit de jaren 1960 en 1970. The Carnival Bizarre heeft bijvoorbeeld een toneelstuk genaamd Hopkins (Witchfinder General) gebaseerd op de horrorklassieker The Witch Hunter met Vincent Price. Ook de Spaanse Cadáveres a caballo-serie werd ook in drie stukken verwerkt, namelijk Night of the Seagulls ook van het album The Carnival Bizarre, Templars Arise! van het album Endtyme en in la noche del buque maldito aka ghost ship of the blind dead van het album the guessing game. De band wordt beschreven als een van de pioniers voor de moderne varianten van doommetal, zoals gespeeld door de vroege Spiritual Beggars en door Electric Wizard.

## Discografie

### Albums
- 1991: Forest of Equilibrium[15]
- 1993: Twylight Songs
- 1993: The Ethereal Mirror
- 1995: The Carnival Bizarre
- 1996: Supernatural Birth Machine
- 1998: Caravan Beyond Redemption
- 1999: In Memoriam (compilatie)
- 1999: Statik Majik/Soul Sacrifice (opnieuw uitgebracht)
- 2000: Gargoylian
- 2001: Endtyme
- 2003: The VIIth Coming
- 2004: The Serpent’s Gold
- 2005: The Garden of Unearthly Delights
- 2010: The Guessing Game
- 2013: The Last Spire

### Singles
- 1993: Grim Luxuria
- 1993: Midnight Mountain
- 1993: Ride
- 1995: Hopkins (The Witchfinder General)

### Demo's en ep's
- 1990: In Memorium (demo)
- 1991: Demo #2 (demo)
- 1992: Soul Sacrifice (ep, 12")
- 1994: Statik Majik (ep, 12")
- 1994: Cosmic Requiem (ep)
- 1994: In Memorium (opnieuw uitgebracht, ep, 12")

### DVD's
- 2001: Our God Has Landed